# 下田追加条約
下田追加条約（しもだついかじょうやく、英：additional regulations）は、1854年（嘉永7年5月）に日本とアメリカ合衆国が締結した条約。下田条約（しもだじょうやく）とも。日本側全権は林復斎（大学頭）、アメリカ側全権はマシュー・ペリー。13か条からなり、日米和親条約に基づく下田・箱館の開港に伴い、遊歩区域、外人休息所の設定、その他開港場の使用細則などを定めた。和親条約締結に関わった林・井戸覚弘・伊沢政義・鵜殿長鋭・松崎純倹に加え、都筑峯重・竹内保徳も交渉に加わった。
江戸幕府の批准書は1855年2月21日にアメリカ側へ到着した。